# Swaraj Prakash Gupta
Swaraj Prakash Gupta (SP Gupta, 1931-2007), mieux connu sous le nom de S.P. Gupta, est un archéologue et historien de l'art indien. Il était président de la Société archéologique indienne et a travaillé en tant que directeur du Musée d'Allahabad. 

## Biographie
Gupta est né en 1931. Il est resté célibataire toute sa vie.
Gupta était un érudit, écrivain et une autorité sur l'histoire de l'art indien[réf. nécessaire]. Il a écrit des articles et des livres sur le sujet. Gupta a également entrepris plusieurs fouilles archéologiques dans les sites harappéens. Au moment de sa mort, il était le président de la Société archéologique indienne, New Delhi.
Gupta a travaillé et donné des conférences dans plus de 30 pays du monde. Il est l'auteur de nombreux livres.
Il était aussi le rédacteur en chef de plusieurs volumes de Puratattva, le bulletin de la Société archéologique indienne.
Il était un archéologue et historien de l'art distingué, qui a reçu plusieurs médailles d'or et le Prix Sir Mortimer Wheeler pour l'excellence dans l'archéologie[réf. nécessaire]. Le premier prix national Wakankar Vishnu Shridhar du gouvernement de Madhya Pradesh a été présenté à SP Gupta, en reconnaissance de son dévouement et sa contribution à la recherche archéologique.
La Société indienne d'études préhistoriques a publié un volume de documents en son honneur.